# Гольшанский, Семён Юрьевич
Семён Юрьевич Гольшанский (около 1445—1505) — князь из рода Гольшанских герба Гипоцентавр, сын князя Юрия Семёновича Гольшанского. Государственный, общественный и военный деятель Великого княжества Литовского, князь Степанский (1457—1505) и Дубровицкий (1481—1505), староста луцкий с 1490 года, маршалок земли волынской с 1494 года, великий гетман литовский в 1500—1501 годах. Православный.

## Биография
В 1457 году после смерти своего отца, князя Юрия Семёновича Гольшанского, Семён получил во владение княжество Степанское. В 1481 году после казни своего старшего брата, князя Ивана Юрьевича Гольшанского, Семён Иванович Гольшанский получил Дубровицкое княжество. В 1490 году получил должность старосты луцкого. В 1494 году Семён Юрьевич Гольшанский был назначен маршалком Волынской земли. В 1500-1501 годах занимал должность великого гетмана литовского. Отличился в многочисленных боях с крымскими татарами, совершавшими систематические набеги на Великое княжество Литовское.
В результате брака с княжной Анастасией Семёновной Збаражской приобрел владения на Волыни. Семён Юрьевич Гольшанский в середине XV века владел северной частью Глусской волости и другими имениями. В браке имел сына Льва, который умер во младенчестве, и двух дочерей: Анастасию и Татьяну. Младшая дочь Семёна Юрьевича Гольшанского Татьяна в 1509 году стала женой великого гетмана литовского князя Константина Ивановича Острожского.
В 1505 году после смерти князя Семёна Юрьевича Гольшанского Степанское княжество было разделено между его старшей дочерью Анастасией Семёновной (ум. 1511) и племянником Юрием Ивановичем Гольшанским (ум. 1536), который также унаследовал Дубровицкое княжество.
В 1511 году после смерти Анастасии Семёновны Гольшанской за Степанское княжество начался спор между великим гетманом литовским Константином Ивановичем Острожским (мужем Татьяны Гольшанской) и Юрием Ивановичем Гольшанским. В результате судебных разбирательств Татьяна Гольшанская и её муж Константин Острожский получили вотчины (в том числе часть Глуска, Гольшан, Романова, Копыси, Барани и др.).